# Shin Takahashi
Pour les articles homonymes, voir Takahashi.
Shin Takahashi (高橋 しん, Takahashi Shin), né le 8 septembre 1967 à Shibetsu dans la préfecture d'Hokkaidō, est un dessinateur japonais de manga. Diplômé en droit, il débute en 1990 au sein du magazine Big Comic Spirits de l’éditeur Shōgakukan après y avoir remporté un prix organisé pour les auteurs débutants. À noter que pour réaliser ses mangas, l'auteur s’aide depuis longtemps d'un ordinateur Macintosh, ainsi que ses assistants, pour encrer, tramer et mettre en couleur ses dessins.
Après quelques nouvelles, rééditées par la suite en volume relié au Japon, il entame en 1993 une série longue, Ii hito qui est adaptée en feuilleton (drama) pour la télévision. En 2000, Larme Ultime débute dans le même magazine et fait connaître l'auteur dans le monde entier grâce à une adaptation en série d’animation pour la télévision puis en long métrage d’animation ainsi qu’en jeu vidéo. Le mangaka l'achève à la fin de l’année 2001.
Il publie en 2002 Sayonara papa, une compilation de nouvelles réalisées pour la plupart en 1999 et mettant en scène des personnages secondaires de Ii hito. En 2003, il s’essaye au manga pour enfants en publiant Fragment dans l'hebdomadaire Shōnen Sunday. La série sort assez lentement et en est actuellement à son 7e volume, l’auteur s'étant concentré sur sa dernière série publiée en volume relié, Tom Sawyer, réalisée entre 2006 et 2007 pour le magazine Melody de l'éditeur Hakusensha. Une compilation de nouvelles se déroulant dans l’univers de Larme Ultime est sortie en juillet 2006 sous le titre Sekai o hate niha kumi to futari de.
Depuis la fin de l'année 2007, il se consacre à Hana to oku tan, une série d'histoires indépendantes qui ont été publiées dans le Big Comic Spirits avant de se retrouver dans le nouveau magazine Monthly Big Comic Spirits qui débute en août 2009.

## Œuvres
- Ii hito (いいひと。?), série en 26 volumes sortis entre 1993 et 1999
- Suki ni naru hito (好きになるひと?), compilation de nouvelles sorties en 1999
- Larme Ultime (最終兵器彼女`, Saishū heiki kanojo?), adapté en anime, série en 7 volumes sortis entre 2000 et 2001
- Love song 2002, Artbook, sorti en 2002
- Sayonara, papa (さようなら、パパ。?), compilation de nouvelles sorties en 2002)
- Fragment (きみのカケラ, Kimi no kakera?), série en 9 tomes débutée en 2003
- Larme ultime - Vers la lumière (世界の果てには君と二人で, Sekai o hate niha kumi to futari de?), compilation de nouvelles sorties en 2006
- Le dernier été de mon enfance (トムソーヤ?), adaptation libre de Tom Sawyer, volume unique sorti en 2007
- Yuki ni tsubasa (雪にツバサ?), série en 8 tomes sortis entre 2011 et 2013 dans le Young Magazine
- Kanata-Kakeru (かなたかける), série en 10 volumes sortis entre 2016 et 2018 dans le Big Comic Spirits [1],[2]